# Rempart romain d'Orange
Le Rempart romain d'Orange est un monument historique situé à Orange, dans le département français de Vaucluse en région Provence-Alpes-Côte d'Azur.

## Histoire
Il semble que la majeure partie du rempart romain d'Orange ait été détruite par Maurice de Nassau, 1620 et 1623, lors de la construction d'une grande fortification de la ville. Malgré une tentative de plan de l'enceinte, effectuée par R. Amy, en 1962, sans preuves concrètes, on connait mal le tracé exact du rempart. Le seul tronçon de mur authentifié se situe sur le bord de la route de Roquemaure (au niveau du cimetière communal), à la suite de fouilles effectuées en 1930, par Jules Formigé. Il apparait, suivant cette étude, que les murs de la porte antique, à cet endroit, aient servi de fondation pour une tour médiévale. Un autre fragment a également été retrouvé dans l'enceinte du cimetière, servant de fondation à une architecture moderne.
Le site est classé monument historique par arrêté des 21 août 1935 et 5 décembre 1938.